# 황조롱이

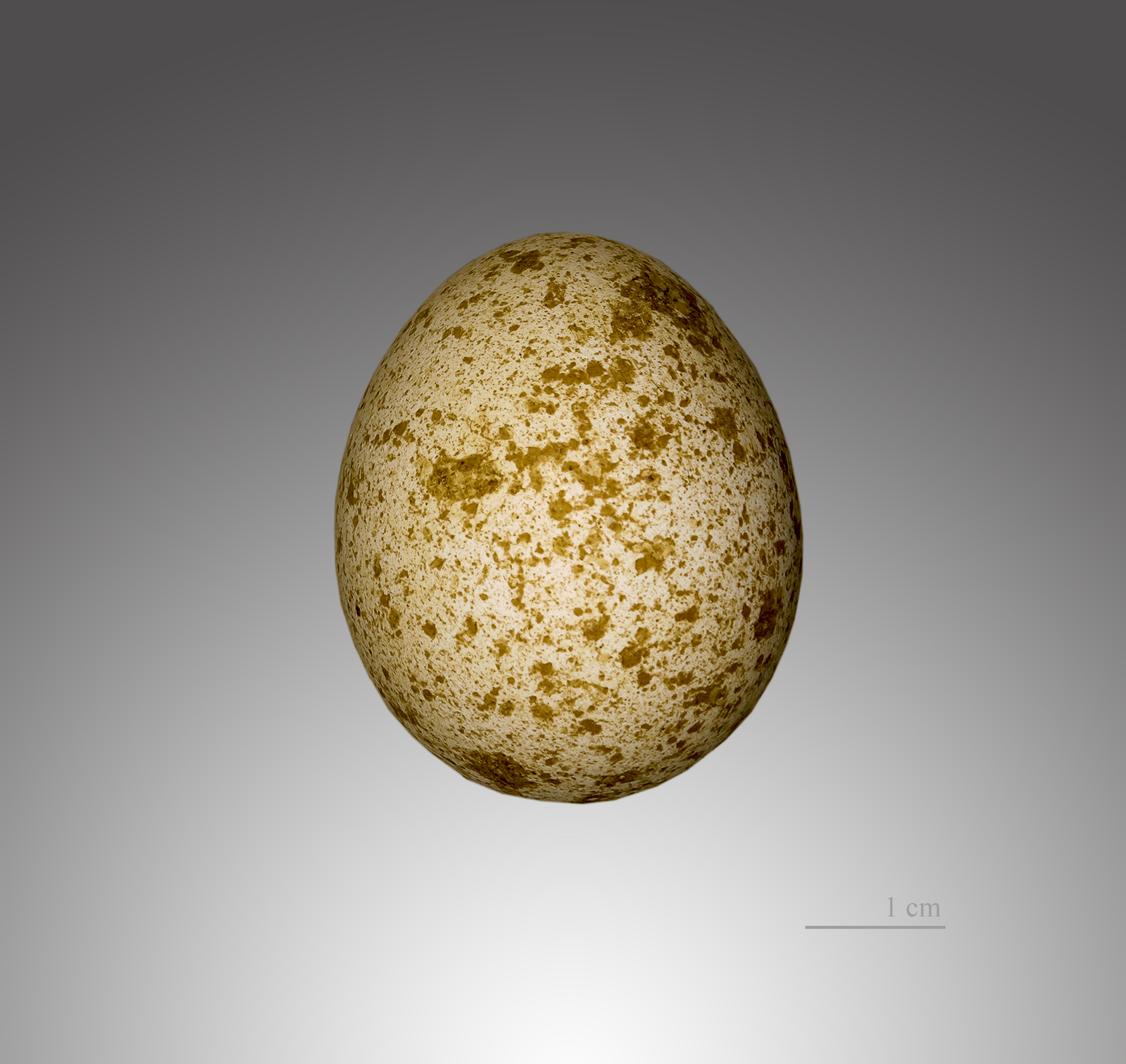
Falco tinnunculus

황조롱이(영어: common kestrel, 학명: Falco tinnunculus 팔코 틴눈쿨루스[*])는 매과 매속에 속하는 소형 맹금류이다. 개체수가 적은 텃새로, 한국·일본·유럽·아프리카 등지에 분포한다.

## 생태
날개길이 24-26cm, 꽁지는 16-17.5cm이며 몸은 밤색이다. 수컷은 밤색 등에 갈색 반점이 있고, 몸 아랫면은 황갈색에 큰 검은색 반점이 흩어져 있다. 암컷은 등이 진한 회갈색이다.
공중을 빙빙 돌다가 일시적으로 정지비행하면서 먹이를 찾는다. 여름에는 산에, 가을·겨울에는 들에 내려와 쥐·두더지·작은 새·곤충 등을 잡아먹는다. 다른 맹금류처럼 황조롱이도 먹이의 깃털이나 뼈까지 모두 먹어치우며, 소화가 되지 않은 물질은 뭉쳐서 토해낸다.
황조롱이는 직접 둥지를 짓지 않고, 새매나 말똥가리의 둥지를 이용한다. 또한 하천 흙벽의 오목한 구멍이나 고층 건물 옥상 부근의 창가나 틈새에서 번식하기도 한다. 4-5월에 4-5개의 알을 낳는다. 알은 흰색 바탕에 어두운 적갈색 무늬가 있다. 주로 암컷이 알을 품고 수컷이 가끔 거든다. 알은 품은 지 27-29일 만에 부화하고, 어미는 27-30일간 새끼를 키운다.

## 대한민국
대한민국에서는 1982년 11월 4일 천연기념물 제323-8호로 지정되어 보호되고 있다. 황조롱이는 대한민국의 여러 대도시에서 성공적으로 정착하여 번식하고 있는데, 이는 대도시가 황조롱이에게 필요한 기후, 먹이, 둥지 입지 등 여러 조건을 잘 만족하고 있기 때문이다. 정선군에서는 황조롱이를 군조 (郡鳥)로 지정하였다. 2018년 10월 31일 문화재청은 황조롱이에 대한 천연기념물(동물) 현상변경 허가권한(죽은 것에 대한 매장 또는 소각하는 행위의 허가 및 그 취소)을 특별자치시장, 특별자치도지사, 시장·군수·구청장에게 위임하였다.

## 같이 보기
- 붉은배새매
- 말똥가리